# Фредерік Кюв'є
Фредерік Кюв'є (фр. Georges Frédéric Cuvier, * 28 червня 1773, Монбельяр — † 24 липня 1838, Страсбург — французький палеонтолог та натураліст, молодший брат Жоржа Леопольда Кюв'є.

## Життя
Був обраний членом Академії наук у 1826, став генеральним інспектором університету п'ять років по тому. У 1837 отримав посаду професора порівняльної фізіології, спеціально створеної для нього. На наступний рік став завідувачем звіринцю. Особливо цікавився поведінкою та інтелектом тварин.